# Café-concert

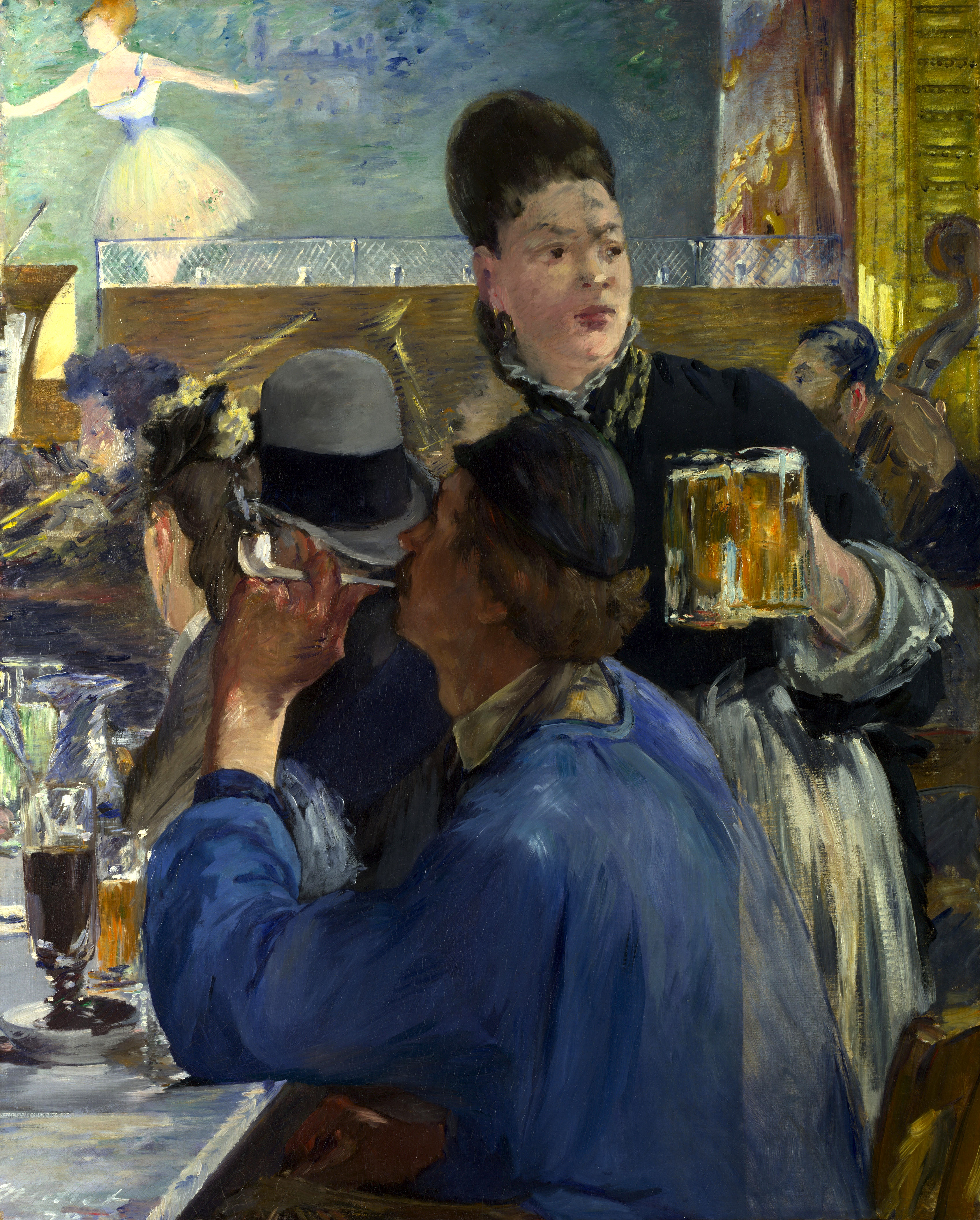
Édouard Manet: Un colț de Café-concert, 1878.

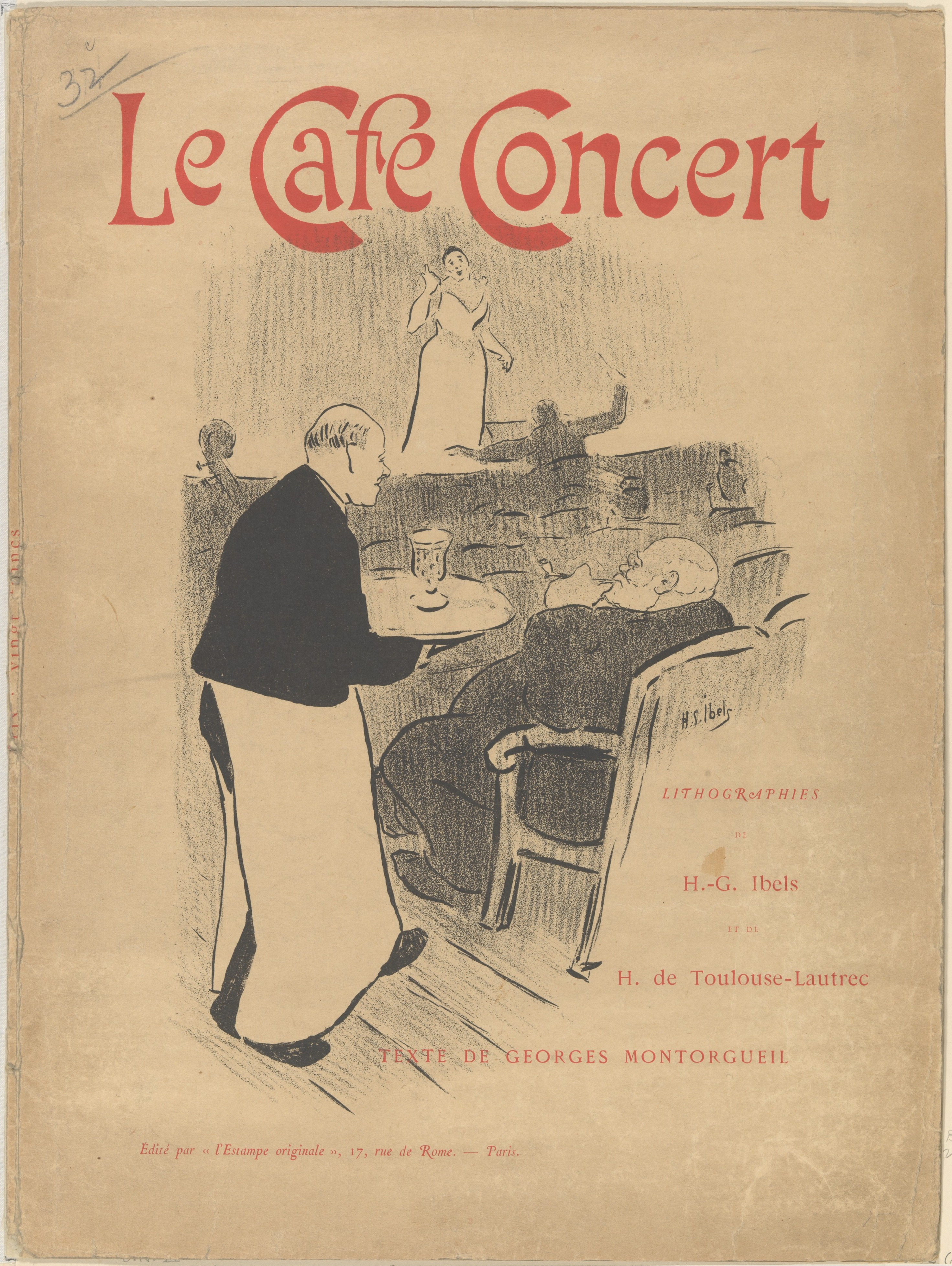
Le Café Concert. Litografii H.-G. Ibels, H. de Toulouse-Lautrec. Texte de Georges Montorgueil (1893)

Café-concert erau săli care au fost populare în Franța în a doua jumătate a secolului al XIX-lea și ocazional în secolul XX-lea, fiind baruri cu spectacole de varietăți. Muzica instrumentală executată în aceste localuri, a primit numele de muzică de café-concert.
Café-concertele nu erau nici cafenele în felul cafenelelor vieneze, nici adevărate săli de concerte. Ele au apărut din Café-chantants aproximativ prin 1849, dar erau semnificativ mai mari și aveau mobilier mai sofisticat. În timp ce Café-chantants erau în mare parte baruri pentru muncitorii industriali, unde o platformă simplă din lemn servea drept scenă pentru spectacole de cânt și alte divertismente, Café-concertele erau adesea amplasate în săli alungite cu o scenă înaltă și oferea o varietate de divertisment pentru un public numeros. Oaspeții puteau să bea, să fumeze iar spectacolul s-a îndreptat către un program de scenă care alterna din melodii, cuplete, cabaret și acrobații, în mare parte acompaniați de o mică orchestră.
Numeroși pictori au surprins în imaginile lor scene de la concertele de la cafenea. Printre aceștia se numără Honoré Daumier, Edgar Degas, Henri-Gabriel Ibels, Édouard Manet și Henri de Toulouse-Lautrec.